# TST Experimentalflugzeug
Das TST Experimentalflugzeug war ein Versuchsträger für den von Dornier entwickelten Transsonischen Tragflügel (TST). Es handelte sich um das Serienflugzeug A1 des von Dornier und Dassault entwickelten und gebauten Alpha Jet, das 1980 mit dem Transsonischen Flügel umgerüstet und zusammen mit der Wehrtechnischen Dienststelle 61 (WTD 61) bis 1982 erprobt wurde.
Das Experimentalprogramm wurde im Auftrag des Bundesministeriums der Verteidigung ausgeführt und beinhaltete ausgedehnte Berechnungen und Windkanaluntersuchungen bei Dornier, bevor am 12. Dezember 1980 der Erstflug erfolgte.
Diese Entwicklung, beziehungsweise die Ergebnisse und Erkenntnisse daraus gingen auch in die Entwürfe von Transsonischen Flügeln bei Airbus und auch bei den Projekten Dornier 728/ Dornier 928 ein.